# Pocatello

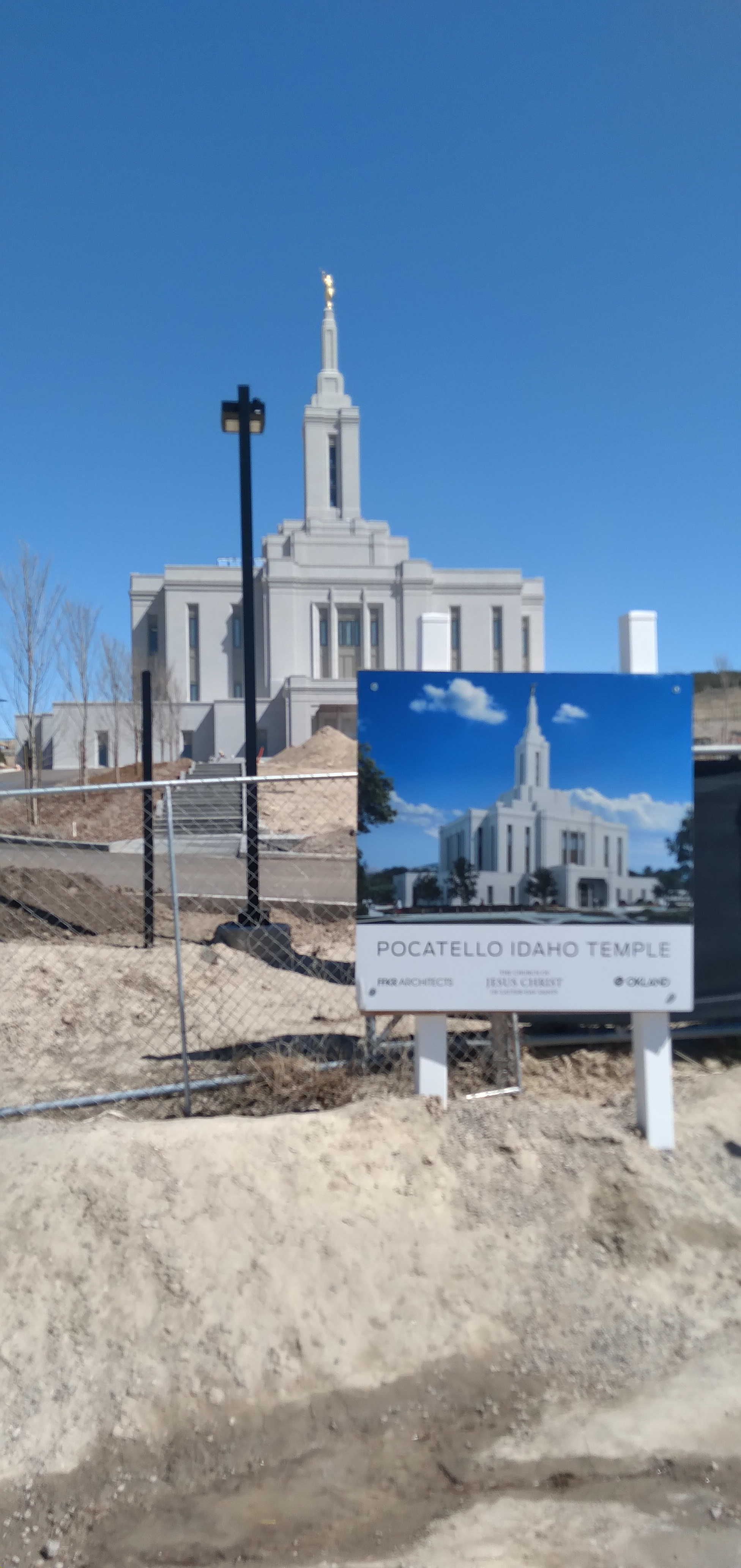
Świątynia mormońska w Pocatello

Pocatello – miasto w hrabstwie Bannock, w stanie Idaho, nad rzeką Portneuf, w Stanach Zjednoczonych. Z populacją 57,7 tys. mieszkańców, jest szóstym co do wielkości miastem stanu. Siedziba Uniwersytetu Stanowego Idaho.
W 2007 Pocatello zajęło 20. miejsce na liście małych miast w USA najkorzystniejszych do rozwijania kariery i biznesu. W mieście rozwinął się przemysł spożywczy oraz chemiczny.
Pocatello ma dużą społeczność mormońską, nawet jak na stan Idaho. 

## Historia
Miasto zaczęło być zasiedlane z początkiem XIX wieku, lecz dopiero w 1860, gdy odkryto w okolicach złoto liczba mieszkańców ogromnie wzrosła. W 1962 przyłączono miasto Alameda liczące wówczas prawie 11 tys. co sprawiło, że Pocatello stało się przez pewien czas największe w stanie.

## Demografia
W 2000 mieszkało 51,466 ludzi było 19,334 gospodarstw domowych i 12,973 rodzin. Średnia wieku 29 lat. Na 100 kobiet przypada 96,9 mężczyzn. Średni dochód gospodarstwa domowego w mieście wynosił $34,326, a na rodzinę $39,434.
Grupy wiekowe:
- 0-18 lat – 26,6%
- 18–24 lat – 16,7%
- 25–44 lat – 27,4%
- 44-65 lat – 18,9%
- ponad 65 lat – 9,4%

Skład etniczny (2022):
- Biali nielatynoscy – 81,8%,
- Latynosi – 9,6%
- Azjaci – 2,4%
- Indianie – 1,5%
- Czarni lub Afroamerykanie – 1,4%
- z wysp Pacyfiku – 0,15%
- rasy mieszanej – 6%

Główne grupy narodowościowe (2022):
- Anglicy – 20,5%
- Niemcy – 14,2%
- Irlandczycy – 9,8%
- Meksykanie – 6,6%
- Szkoci – 4%
- Włosi – 3%
- Duńczycy – 3%
- Szwedzi – 2,7%
- Norwegowie – 2,6%